# くるくるミラクリング
「くるくるミラクル」及び「くるくるミラクリング」は、インターネットテレビのGyaOジョッキーで放送されていたトークバラエティ番組である。放送期間は2007年1月17日-2007年8月30日。

## 概要
宇多田ヒカルのものまねでお馴染みのミラクルひかるが送るトークバラエティ番組。
- くるくるミラクル - 日々の出来事や様々な有名人のものまねを披露しながら、いちご姫と番組を進めていく。毎週水曜日24-25時。第1-12回まで。
- くるくるミラクリング - MCがミラクルひかる一人になりゲストを招いて進む。毎週木曜日24-25時。第13-26回まで。

## 出演者

### レギュラー
- ミラクルひかる
- いちご姫 (くるくるミラクル)

## 放送リスト
※第13回以降はゲスト付記
- 第1回放送(2007年1月17日)
- 第2回放送(2007年1月24日)
- 第3回放送(2007年2月7日)
- 第4回放送(2007年2月14日)
- 第5回放送(2007年2月28日)
- 第6回放送(2007年3月7日)
- 第7回放送(2007年3月14日)
- 第8回放送(2007年3月28日)
- 第9回放送(2007年4月4日)
- 第10回放送(2007年4月11日)
- 第11回放送(2007年4月18日)
- 第12回放送(2007年4月25日)
- 第13回放送(2007年5月10日) 花満開
- 第14回放送(2007年5月17日) 福本ヒデ(ザ・ニュースペーパーのメンバー)
- 第15回放送(2007年5月24日) 葉月パル
- 第16回放送(2007年5月31日) 髭男爵
- 第17回放送(2007年6月07日) 花満開
- 第18回放送(2007年6月14日) タイガーこてつ 二輪明宏
- 第19回放送(2007年6月21日) せーじ・けーすけ
- 第20回放送(2007年6月28日) コンマニセンチ
- 第21回放送(2007年7月05日) ガリットチュウ
- 第22回放送(2007年7月19日) ギュウゾウ 三五十五 (電撃ネットワーク)
- 第23回放送(2007年8月09日) 古賀シュウ
- 第24回放送(2007年8月16日) モンキーターン
- 第25回放送(2007年8月23日) コンマニセンチ
- 第26回放送(2007年8月30日) いちご姫 ダンシング谷村 マロン陵 島丈八

## コーナー

### くるくるミラクル
- ミラクルQ&A視聴者が様々な有名人へ質問を出して、ミラクルひかるがものまねで答えていく。レパートリー以外のものまねも開拓されるのが見物である。ものまねの対象が人間ではなくても答えてくれる。

- なんですのミラクルひかるにお題を出して、ミラクルひかるが何と答えるかを視聴者が当てる。当たった視聴者にはプレゼントがあるが、答えが難しいので当たる確率が低い。その為、近い答えを書いた視聴者へプレゼントが発生する場合もある。

### くるくるミラクリング
- あいうえお作文ゲストにちなんだ、お題を出し、メールとチャットからあいうえお作文を募集する。

## 主な出来事
- この番組宛てに濡れ煎餅を18袋（180枚）送った視聴者が存在する。
- 「ミラクルに負けへん」というコーナーが存在し、 写真と声を募集しているが、反応がないのでいちご姫が桜塚やっくんのモノマネで登場し、コーナーの宣伝を行った。
- いちご姫がお米と海苔を募集したところ、ほんとに送った視聴者が2人存在する。
- 第26回放送(2007年8月30日)で「くるくるミラクリング」最終回となり、「くるくるミラクル」で司会を務めたいちご姫が司会で再登場する。